# آناکلیا
آناکلیا (به گرجی: ანაკლია) (تلفظ: Anaklia) یک منطقهٔ مسکونی در گرجستان است که در سامگرلو-زمو سوانتی واقع شده‌است.